# Locomotiva kkStB 54
Le locomotive gruppo 54 delle Ferrovie imperial-regie dello Stato austriaco (kkStB) erano locomotive a vapore a tender separato progettate per la trazione di treni merci; erano state costruite per le società ferroviarie Galizische Transversalbahn, Kronprinz Rudolf-Bahn (KRB), k.k. Staatsbahn Tarvis–Pontafel e Mährisch-Schlesische Centralbahn (MSCB).

## kkStB 54.01 ÷ 40
La Galizische Transversalbahn ordinò nel 1884-85 40 locomotive alla Lokomotivfabrik Floridsdorf, alla Wiener Neustädter Lokomotivfabrik e alla Borsig di Berlino.
Le locomotive furono numerate dalle kkStB nel gruppo 54, con numeri da 01 a 40.
Dopo la prima guerra mondiale vennero consegnate in massima parte alle PKP polacche (che le classificarono nel gruppo Th17), una alle CFR rumene e una fu assegnata alle BBÖ. 
Un'unità, la 54.25 pervenne alle Ferrovie dello Stato italiane (FS) che la classificarono come gruppo 217.001; la locomotiva venne radiata nel marzo del 1923.

## kkStB 54.41 ÷ 49
Le locomotive furono costruite dal 1873 al 1879 dalla Lokomotivfabrik Floridsdorf per la Kronprinz Rudolf-Bahn (KRB) e per la k.k. Staatsbahn Tarvis–Pontafel.
Le locomotive furono numerate inizialmente dalle kkStB nel gruppo 51, e dal 1892 definitivamente nel gruppo 54, con numeri da 41 a 47 per le unità già della KRB, e con numeri 48 e 49 per le unità già della Tarvis–Pontafel.
Dopo la prima guerra mondiale pervennero alle PKP polacche (che le classificarono nel gruppo Th17) e alle ČSD cecoslovacche (che le classificarono nel gruppo 313.1). Furono ritirate dal servizio negli anni trenta del XX secolo.

## kkStB 54.50 ÷ 63
Le 14 locomotive della Mährisch-Schlesische Centralbahn (MSCB) furono costruite nel 1872-73 dalla Lokomotivfabrik Floridsdorf.
Dopo la prima guerra mondiale pervennero alle PKP polacche (che le classificarono nel gruppo Th17) e alle ČSD cecoslovacche (che le classificarono nel gruppo 313.1), restando in servizio fino agli anni trenta del XX secolo. L'unità 54.51 pervenne alle BBÖ austriache e venne accantonata nel 1925.

## Differenze tra le locomotive
A motivo della loro differente origine, le locomotive presentavano alcune caratteristiche tecniche differenti.
| KRB IV 130–142 / MSCB 1–14 / kkStB 54 / BBÖ 54 / ČSD 313.1 / FS 217 / PKP Th17 / CFR | KRB IV 130–142 / MSCB 1–14 / kkStB 54 / BBÖ 54 / ČSD 313.1 / FS 217 / PKP Th17 / CFR | KRB IV 130–142 / MSCB 1–14 / kkStB 54 / BBÖ 54 / ČSD 313.1 / FS 217 / PKP Th17 / CFR | KRB IV 130–142 / MSCB 1–14 / kkStB 54 / BBÖ 54 / ČSD 313.1 / FS 217 / PKP Th17 / CFR | KRB IV 130–142 / MSCB 1–14 / kkStB 54 / BBÖ 54 / ČSD 313.1 / FS 217 / PKP Th17 / CFR |
| Differenza dati tecnici per gruppo di macchine                                       | Differenza dati tecnici per gruppo di macchine                                       | Differenza dati tecnici per gruppo di macchine                                       | Differenza dati tecnici per gruppo di macchine                                       | Differenza dati tecnici per gruppo di macchine                                       |
| ------------------------------------------------------------------------------------ | ------------------------------------------------------------------------------------ | ------------------------------------------------------------------------------------ | ------------------------------------------------------------------------------------ | ------------------------------------------------------------------------------------ |
| Locomotive                                                                           | 54.01–40                                                                             | 54.41–49                                                                             | 54.60                                                                                | 54.50–63                                                                             |
| Rodiggio                                                                             | Cn2                                                                                  | Cn2                                                                                  | Cn2                                                                                  | Cn2                                                                                  |
| Diametro cilindri                                                                    | 445 mm                                                                               | 445 mm                                                                               | 445 mm                                                                               | 445 mm                                                                               |
| Corsa cilindri                                                                       | 632 mm                                                                               | 632 mm                                                                               | 632 mm                                                                               | 632 mm                                                                               |
| Diametro ruote motrici                                                               | 1175–1180 mm                                                                         | 1175–1180 mm                                                                         | 1175–1180 mm                                                                         | 1175–1180 mm                                                                         |
| Passo rigido                                                                         | 3050 mm                                                                              | 3050 mm                                                                              | 3050 mm                                                                              | 3050 mm                                                                              |
| Locomotiva + Tender                                                                  | 10238 mm                                                                             | 10238 mm                                                                             | 10238 mm                                                                             | 10238 mm                                                                             |
| Tubi bollitori                                                                       | 200                                                                                  | 186                                                                                  | 200                                                                                  | 201                                                                                  |
| Superficie di riscaldamento                                                          | 132,2 m²                                                                             | 124,5 m²                                                                             | 132,2 m²                                                                             | 133,0 m²                                                                             |
| Superficie focolare                                                                  | 8,8 m²                                                                               | 8,6 m²                                                                               | 8,8 m²                                                                               | 11,0 m²                                                                              |
| Superficie griglia                                                                   | 1,85 m²                                                                              | 1,85 m²                                                                              | 1,85 m²                                                                              | 1,80 m²                                                                              |
| Pressione caldaia                                                                    | 9                                                                                    | 10                                                                                   | 10                                                                                   | 10                                                                                   |
| Massa a vuoto                                                                        | 35,1 t                                                                               | 35,1 t                                                                               | 35,1 t                                                                               | 35,1 t                                                                               |
| Massa aderente                                                                       | 39,0 t                                                                               | 39,0 t                                                                               | 39,0 t                                                                               | 39,0 t                                                                               |
| Massa in servizio                                                                    | 39,0 t                                                                               | 39,0 t                                                                               | 39,0 t                                                                               | 39,0 t                                                                               |
| Tender                                                                               | kkStB tipo 12, 16                                                                    | kkStB tipo 8, 10, 18, 22, 31, 34, 36, 40, 66                                         | kkStB tipo 8, 22                                                                     | kkStB tipo 8, 22                                                                     |
| Velocità max                                                                         | 45 km/h                                                                              | 45 km/h                                                                              | 45 km/h                                                                              | 45 km/h                                                                              |